# キングス・オブ・メタル
『キングス・オブ・メタル』（Kings of Metal）は、アメリカ合衆国のヘヴィメタル・バンド、マノウォーが1988年に発表した6作目のスタジオ・アルバム。

## 背景
「スティング・オブ・ザ・バンブルビー」は、ロシアの作曲家ニコライ・リムスキー＝コルサコフの曲「熊蜂の飛行」の翻案で、ジョーイ・ディマイオのベース・プレイが中心となっている。LPは9曲入りだが、CDは「プレジャー・スレイヴ」が追加されて10曲入りとなった。
本作のリリースから間もなく、オリジナル・ギタリストのロス・ザ・ボスがバンドを脱退しており、ロス自身は2009年のインタビューにおいて「実際には解雇されたようなものだよ。ジョーイ（・ディマイオ）は俺に、ブルースを演奏したくて辞めたと言わせようとした。でも、それは真実じゃない」と語っている。なお、1990年にはスコット・コロンバスも家庭の事情により脱退したが、コロンバスは1996年に復帰した。

## 反響・評価
ドイツでは1988年12月26日付のアルバム・チャートで初登場56位となり、最終的には合計15週トップ100入りして、最高37位を記録した。スウェーデンのアルバム・チャートでは2回（4週）連続でトップ50入りし、最高45位を記録した。
ヴィンセント・ジェフリーズはオールミュージックにおいて5点満点中2.5点を付け「一部のファンからはバンドの代表作とみなされているが、この1988年の作品は、パワーメタルというジャンルの歴史を熱心に学んできたマニアからすれば、少々バラードが多すぎる」「"Wheels of Fire"のようなスピード感のある曲でこそ、バンドの才能がより明確に表れており、本作ではそうした曲が少なすぎる」と評している。

## 収録曲
特記なき楽曲はジョーイ・ディマイオ作。4.はインストゥルメンタル。
1. ホイールズ・オブ・ファイアー "Wheels of Fire" – 4:10
2. キングス・オブ・メタル "Kings of Metal" (Joey DeMaio, Ross the Boss) – 3:45
3. ハート・オブ・スティール "Heart of Steel" – 5:10
4. スティング・オブ・ザ・バンブルビー "Sting of the Bumblebee" (Nikolai Rimsky-Korsakov, J. DeMaio) – 2:49
5. クラウン&リング "The Crown and the Ring (Lament of the Kings)" – 4:50
6. キングダム・カム "Kingdom Come" – 3:56
7. プレジャー・スレイヴ "Pleasure Slave" – 5:38
8. ヘイル&キル "Hail and Kill" (J. DeMaio, Ross the Boss) – 5:58
9. ウォリアーズ・プレイヤー "The Warrior's Prayer" – 4:20
10. ブラッド・オブ・ザ・キングス "Blood of the Kings" – 7:31

## カヴァー
- キングス・オブ・メタル
  - ヴァン・カント（英語版） - アルバム『Hero』（2008年）に収録[8]。
- ハート・オブ・スティール
  - サンダーストーン - アルバム『ザ・バーニング』（2004年）の限定盤にボーナス・トラックとして収録[9]。
- キングダム・カム
  - サバトン - 2016年9月に発売された『メタル・ハマー』誌30周年記念号の付録であるコンピレーションCD『Decades of Destruction』に提供[10]。

## 参加ミュージシャン
- エリック・アダムス - ボーカル
- ロス・ザ・ボス（英語版） - ギター、キーボード
- ジョーイ・ディマイオ - ベース、8弦ベース、ピッコロ・ベース
- スコット・コロンバス（英語版） - ドラムス、パーカッション

アディショナル・パーソネル
- Canoldir Male Choir - クワイア
- アーサー・ペンドラゴン・ウィルシャー、グラント・ウィリアムズ - スポークン・ワード(on #9)